# Finale FA Cup 1999
De finale van de FA Cup van het seizoen 1998/99 werd gehouden op 22 mei 1999. Manchester United nam het op tegen het Newcastle United van coach Ruud Gullit. De wedstrijd vond plaats in het Wembley Stadium in Londen. Newcastle verloor de finale voor het tweede jaar op rij met 2-0, waardoor Manchester voor de tiende keer de beker in ontvangst mocht nemen. Manchester United won in 1999 de treble; naast de beker veroverde het team van Alex Ferguson ook de landstitel en de UEFA Champions League.
Bij Manchester United zaten er met Jaap Stam en Raimond van der Gouw twee Nederlanders op de bank. Stam mocht na 78 minuten invallen voor doelpuntenmaker Paul Scholes.

## Finale

### Wedstrijd
|                         |                            |       |                  |                                                                                     |
| 22 mei 1999 15:00 UTC+1 | Manchester United          | 2 – 0 | Newcastle United | Wembley Stadium, Londen Toeschouwers: 79.101 Scheidsrechter: Peter Jones (Engeland) |
| 22 mei 1999 15:00 UTC+1 | Sheringham 11' Scholes 53' |       |                  | Wembley Stadium, Londen Toeschouwers: 79.101 Scheidsrechter: Peter Jones (Engeland) |

| Manchester United | Newcastle United |

| Manchester United: |    |                      |     |
|                    |    |                      |     |
| GK                 | 1  | Peter Schmeichel     |     |
| RB                 | 2  | Gary Neville         |     |
| CB                 | 5  | Ronny Johnsen        |     |
| CB                 | 4  | David May            |     |
| LB                 | 12 | Phil Neville         |     |
| RM                 | 7  | David Beckham        |     |
| CM                 | 18 | Paul Scholes         | 78' |
| CM                 | 16 | Roy Keane            | 9'  |
| LM                 | 11 | Ryan Giggs           |     |
| CF                 | 9  | Andy Cole            | 60' |
| CF                 | 20 | Ole Gunnar Solskjær  |     |
| Wisselspelers:     |    |                      |     |
| GK                 | 17 | Raimond van der Gouw |     |
| DF                 | 6  | Jaap Stam            | 78' |
| MF                 | 15 | Jesper Blomqvist     |     |
| FW                 | 10 | Teddy Sheringham     | 9'  |
| FW                 | 19 | Dwight Yorke         | 60' |
| Coach:             |    |                      |     |
| Alex Ferguson      |    |                      |     |

| Newcastle United: |    |                  |        |
|                   |    |                  |        |
| GK                | 13 | Steve Harper     |        |
| RB                | 38 | Andy Griffin     |        |
| CB                | 16 | Laurent Charvet  |        |
| CB                | 34 | Nikos Dabizas    |        |
| LB                | 4  | Didier Domi      |        |
| RM                | 7  | Rob Lee          |        |
| CM                | 12 | Dietmar Hamann   | 5' 46' |
| AM                | 14 | Temoeri Ketsbaia | 79'    |
| CM                | 11 | Gary Speed       |        |
| LM                | 24 | Nolberto Solano  | 68'    |
| CF                | 9  | Alan Shearer     |        |
| Wisselspelers:    |    |                  |        |
| GK                | 1  | Shay Given       |        |
| DF                | 2  | Warren Barton    |        |
| MF                | 10 | Silvio Marić     | 68'    |
| MF                | 17 | Stephen Glass    | 79'    |
| FW                | 20 | Duncan Ferguson  | 46'    |
| Coach:            |    |                  |        |
| Ruud Gullit       |    |                  |        |

1980 · 1981 · 1982 · 1983 · 1984 · 1985 · 1986 · 1987 · 1988 · 1989 · 1990 · 1991 · 1992 · 1993 · 1994 · 1995 · 1996 · 1997 · 1998 · 1999 · 2000 · 2001 · 2002 · 2003 · 2004 · 2005 · 2006 · 2007 · 2008 · 2009 · 2010 · 2011 · 2012 · 2013 · 2014 · 2015 · 2016 · 2017 · 2018 · 2019 · 2020 · 2021 · 2022 · 2023 · 2024